# Täby (Gemeinde)
Koordinaten: 59° 27′ N, 18° 4′ O

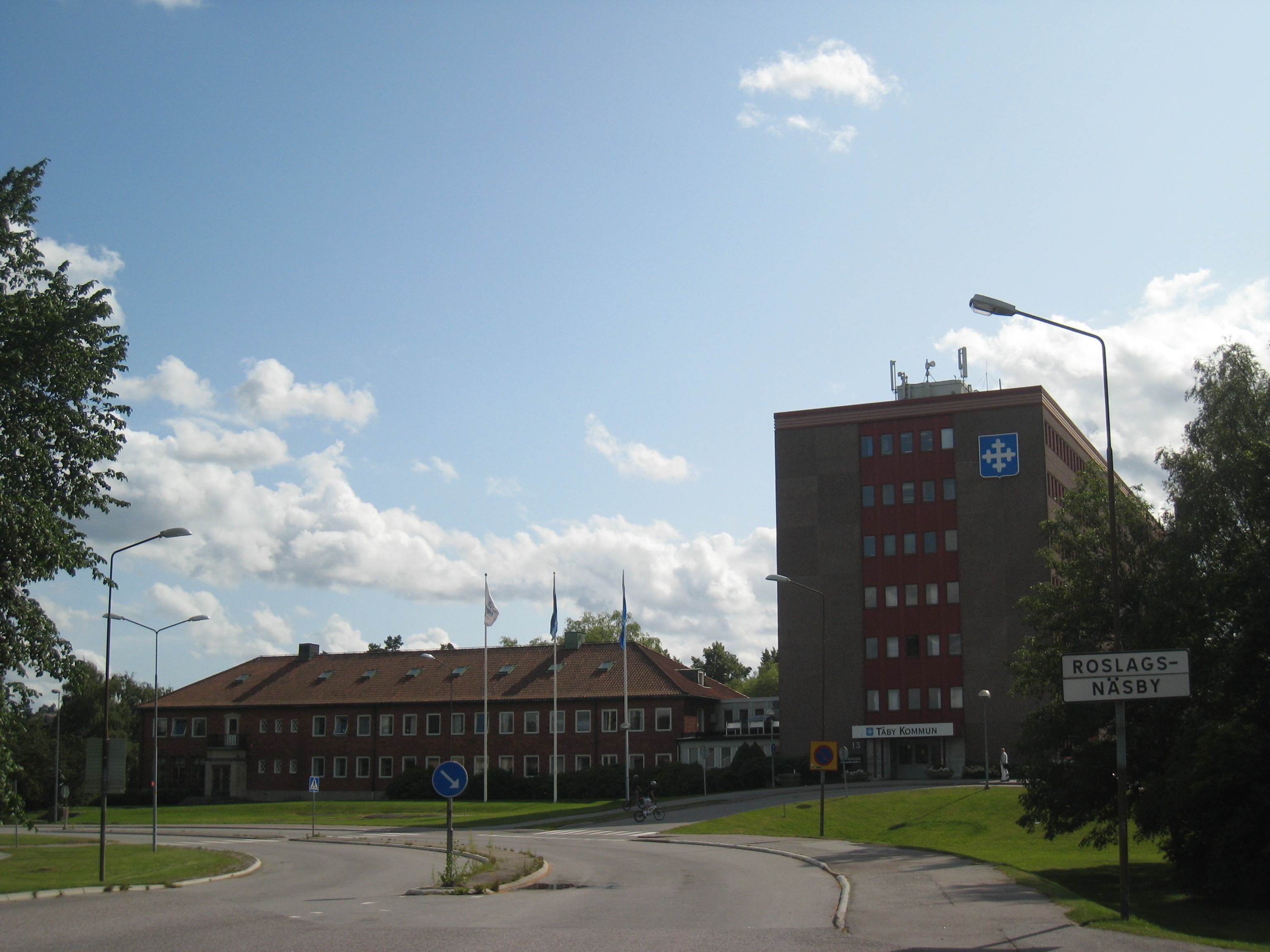
Kommunalhuset in Roslags-Näsby, Sitz der Gemeindeverwaltung

Täby ist eine Gemeinde (schwedisch kommun) in der schwedischen Provinz Stockholms län und der historischen Provinz Uppland. Der Hauptort der Gemeinde ist Täby.

## Geographie
Ortschaften innerhalb der Gemeinde sind Arninge, Ella Gård, Ella Park, Ensta, Erikslund, Gribbylund, Grindtorp, Hägernäs, Lahäll, Löttingelund, Näsby Park, Roslags Näsby, Skarpäng, Tibble, Täby Centrum, Täby kyrkby, Vallatorp, Viggbyholm und Visinge.

## Geschichte
Die Gemeinde Täby ist ein alter Siedlungsplatz. Menschen begannen hier bereits in der Bronzezeit zu siedeln. Ebenso finden sich Zeugnisse aus der Zeit der Wikinger, so z. B. diverse Runensteine. Durch die Verlängerung der Eisenbahn im Jahre 1885 intensivierte sich der Bevölkerungszuwachs. 1948 wurde die Gemeinde ein Marktfleck (schwed. köping) und heute ist sie eine Vorstadtgemeinde von Stockholm.

## Sehenswürdigkeiten
- das ehemalige Herrenhaus und heutige Hotel Såstaholm
- die Kirche Täby kyrka
- Jarlabankes Bro, Ortsteil Täby Kyrkby

## Städtepartnerschaften
- Seit 1956: Städtefreundschaft mit Reinbek (Schleswig-Holstein, Deutschland). Der Marktplatz in Reinbek-Klosterbergen, der Täbyplatz, ist nach der Partnerstadt benannt.
- Städtefreundschaft mit Lørenskog (Norwegen)

## Persönlichkeiten

### Söhne und Töchter der Gemeinde
- Peter Axelsson (* 1967), Badmintonspieler
- Kim Bergstrand (* 1968), Fußballspieler
- Malin Birgerson (* 1968), Schauspielerin
- Maria Borelius (* 1960), Journalistin, Unternehmerin, Autorin und Politikerin
- Sara Danius (1962–2019), Literaturwissenschaftlerin
- Jessica Folcker (* 1975), Sängerin
- Göran Göransson (* 1956), Fußballspieler
- Henrik Holm (* 1968), Tennisspieler
- Erica Jarder (* 1986), Weitspringerin
- Lars Leijonborg (* 1949), Politiker
- Hilma Lövblom (* 2000), Skirennläuferin
- Pär Nuder (* 1963), schwedischer Politiker estnischer Herkunft
- Aliette Opheim (* 1985), Schauspielerin und Model
- Eric Prydz (* 1976), DJ und Musikproduzent
- Gudrun Schyman (* 1948), Politikerin
- Johan Söderqvist (* 1966), Filmkomponist
- Martin Stenmarck (* 1972), Musiker
- Finn Zetterholm (* 1945), Liedermacher und Schriftsteller